# George Lakoff

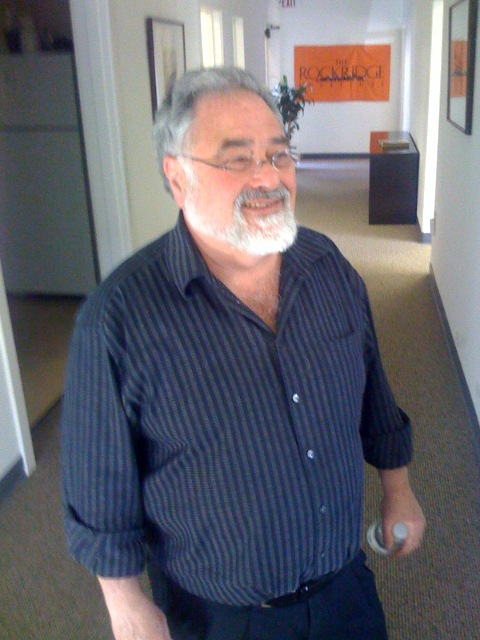
George P. Lakoff, vor 2009

George Philip Lakoff (* 24. Mai 1941 in Bayonne, New Jersey) ist ein US-amerikanischer Linguist. Er war bis 2016 Professor für Linguistik an der University of California, Berkeley.

## Leben
Lakoff schloss sein Studium der englischen Literatur und Mathematik am Massachusetts Institute of Technology (MIT) 1962 ab. Zu seinen linguistischen Lehrern am MIT zählten Roman Jakobson, Morris Halle und Noam Chomsky. Im Jahr 1966 wurde er an der Indiana University promoviert. Von 1965 bis 1969 lehrte er Linguistik an der Harvard University. Von 1972 bis zu seiner Pensionierung im Jahr 2016 unterrichtete Lakoff an der University of California, Berkeley.

## Werk
Als Schüler von Chomsky arbeitete er zunächst auf dem Gebiet der Generativen Transformationsgrammatik und entwickelte in den 1960er Jahren mit seiner Generativen Semantik eine Alternative zu der von Jerrold Katz und Jerry Fodor konzipierten und von Chomsky übernommenen Interpretativen Semantik. In diesem Zusammenhang entzündete sich in den 1960er und 1970er Jahren die als „the linguistics wars“ bezeichnete – nicht allein auf die Linguistik begrenzte – wissenschaftliche Debatte zwischen Chomsky, Lakoff und ihren Anhängern. In der Folge wandte sich Lakoff seinem – in Spannung zu Chomskys Forschungen stehenden – neuen Spezialgebiet zu: der Kognitiven Linguistik. Am bekanntesten sind seine Theorien über die Sprache als Metaphernsystem im menschlichen Denken und politischen Verhalten und in der Gesellschaft. In den letzten Jahren hat er sich mehr und mehr in der US-amerikanischen Politik engagiert. Im Juni 2003 gründete er das Rockridge Institute, eine progressive Denkfabrik, die Politiker der Demokratischen Partei beriet und progressive Öffentlichkeitsarbeit betrieb. Ende April 2008 musste das Institut wegen Finanzierungsproblemen geschlossen werden.
George P. Lakoff vertritt die These, dass Menschen in Metaphern denken; dies geschehe zumeist unbewusst, da die Metaphern nicht oder nicht mehr wahrgenommen werden würden. Trotzdem sei es relevant, in welchen Metaphern man denke und welche rhetorisch genutzt werden, da Metaphern immer einem Denkmodell unterliegen, das man durch die Verwendung seiner Schlüsselbegriffe stützt. Benutzt man beispielsweise militärische Metaphern („Gewehr bei Fuß stehen“, „Zweifrontenkrieg“ usw.), so wird etwas implizit als Krieg angesehen. Als wichtigste Vorbilder seines Denkens bezeichnet er John Dewey und Maurice Merleau-Ponty.
Lakoff wendet seine Analyse der Metaphern, die er wie oben beschrieben als konzeptionelle Konstruktionen begreift, u. a. auf den Bereich der (amerikanischen) Politik an:
der Rhetorik der Konservativen unterliegt die Vorstellung, Staat und Gesellschaft seien eine Familie mit einem strengen Vater (Staat), dessen Kinder (Bürger) diszipliniert werden müssen, damit sie verantwortliche Erwachsene werden. Die Liberalen/Demokraten teilen eher die Metapher einer schützenden, geborgenen Familienumgebung, in der die Kinder (die ja in der Metapher tatsächlich schon Bürger sind) von den Eltern vor negativen Einflüssen geschützt werden, damit sie sich frei entfalten können (für die Politik würde das z. B. bedeuten: strenge Umweltstandards und allgemeine Gesundheitsversorgung).
Weiterhin sieht Lakoff das Problem der Demokraten seit den 80er Jahren darin, dass sie zu sehr und unbewusst die Diskursmetaphern der Konservativen übernommen haben. Das bedeutet, sie benutzen die gleichen Metaphern, die aber der konservativen Vorstellung der Gesellschaft entsprechen, also unbewusst konservative politische Ziele stützen. Der deutsche Begriff Steuererleichterung und der englische tax relief implizieren beispielsweise deutlich, dass Steuern eine Bürde oder Plage oder ein Leiden seien, von dem man eine Erleichterung brauche.

## Veröffentlichungen (Auswahl)
- Linguistik und natürliche Logik. Frankfurt 1971.
- mit Mark Turner: More Than Cool Reason: A Field Guide to Poetic Metaphor. The University of Chicago Press, 1989.
- Women, Fire, and Dangerous Things: What Categories Reveal About the Mind. The University of Chicago Press, Chicago, Ill., 1987, ISBN 0-226-46803-8.
- Moral Politics. What Conservatives Know that Liberals Don’t. The University of Chicago Press, 1996.
- mit Mark Johnson: Philosophy In The Flesh: the Embodied Mind and its Challenge to Western Thought. Basic Books, 1999.
- mit Rafael Núñez: Where Mathematics Comes From: How the Embodied Mind Brings Mathematics into Being. Basic Books, 2000; auch in: Journal of Experimental & Theoretical Artificial Intelligence. Band 17, Nr. 3, September 2005, S. 305–315. (Rezension von Ernest Davis, PDF; 108 kB)
- Don’t Think of an Elephant: Know Your Values and Frame the Debate. Chelsea Green Publishing, 2004.
- The Political Mind / A cognitive Scientist’s Guide to Your Brain and its Politics. Penguin, 2008, ISBN 978-0-67001-927-4.
- mit Mark Johnson: Metaphors We Live By. University of Chicago Press, 1980. (Deutsche Übersetzung: Leben in Metaphern. Konstruktion und Gebrauch von Sprachbildern. 7. Auflage. Carl-Auer-Systeme-Verlag, Heidelberg 2011, ISBN 3-89670-487-7.)
- mit Elisabeth Wehling: The Little Blue Book – The Essential Guide to Thinking and Talking Democratic. Free Press, New York 2012, ISBN 978-1-4767-0001-4 (englisch).
- mit Elisabeth Wehling: Auf leisen Sohlen ins Gehirn. Politische Sprache und ihre heimliche Macht. 3. Auflage. Carl-Auer-Verlag, Heidelberg 2014, ISBN 978-3-89670-695-9.